# Taifun Talim
Der Taifun Talim (chinesisch 泰利, Pinyin Taili) zog am 1. September 2005 über Taiwan und China hinweg. Talim war bis dahin der stärkste Taifun des Jahres 2005, der das chinesische Festland erreichte.

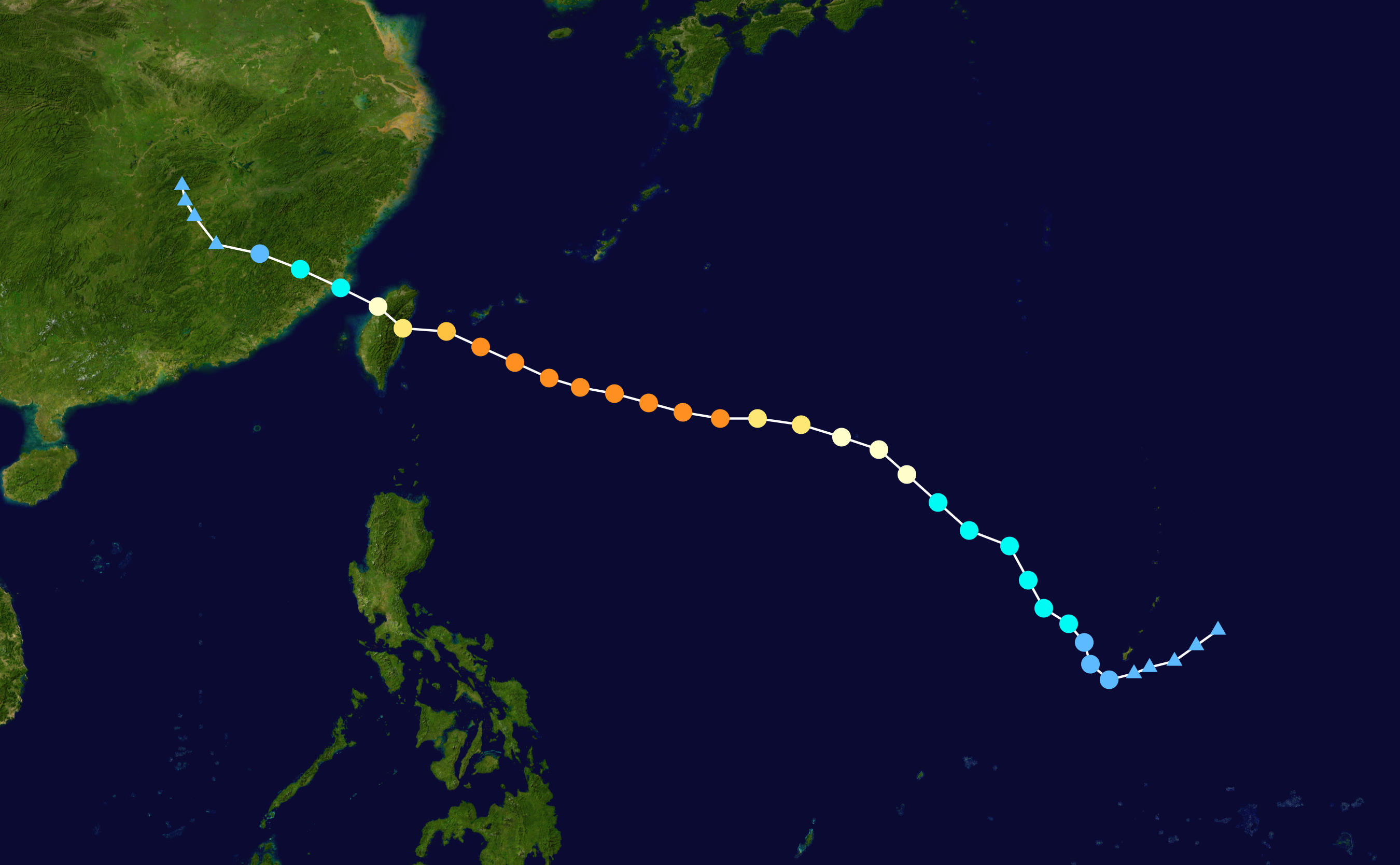
Weg des Taifuns

Am frühen Morgen des 1. September 2005 erreichte der Taifun Taiwan, wo drei Menschen durch den Sturm ums Leben kamen und weitere 59 Personen verletzt wurden. Die gesamte Fläche der Insel Taiwan wurde von dem Sturm getroffen. Die Ortschaften Yilan und Hualien waren dem Taifun am stärksten ausgesetzt. Zeitweise hatten 1,4 Millionen Haushalte keinen Strom und 620.000 Haushalte keine Wasserversorgung mehr; es kam auch zu Erdrutschen und Überschwemmungen. Der Wirbelsturm hatte Windgeschwindigkeiten von bis zu 240 km/h.
Beim Auftreffen auf das chinesische Festland 6 Stunden später hatte der Sturm nur noch eine Windgeschwindigkeit von 115 km/h und wurde somit auf einen Schweren Tropensturm herabgestuft. Die Provinz Zhejiang wurde trotzdem stark getroffen und allein in dieser Provinz wurden über 10.000 Häuser zerstört. U.a. war die Stadt Wencheng von Hochwasser betroffen. In China starben 102 Menschen infolge des Sturms. Der Schaden beträgt nach Schätzungen der Regierung der Volksrepublik China etwa 1,2 Milliarden Euro.
Gefolgt wurde Talim von dem Taifun Nabi, der in Japan größere Schäden anrichtete.